# Tasman Highway
Tasman Highway również A3 – droga stanowa w Tasmanii (Australia) łącząca stolicę stanu, miasto Hobart z miastem Launceston. Droga przebiega wzdłuż wschodniego wybrzeża Tasmanii położonego nad Morzem Tasmana, długości drogi stanowej wynosi 410 km. 

## Przebieg
Łączna długość drogi stanowej Tasman Highway wynosi 410 km i przebiega przez osiem obszarów samorządu lokalnego: City of Hobart, City of Clarence, Sorell Council, Southern Midlands Council, Glamorgan Spring Bay Council, Dorset Council, Break O’Day Council i City of Launceston.  
Droga stanowa Tasman Highway rozpoczyna swój bieg w stolicy Tasmanii w mieście Hobart w jego centrum u zbiegu Brooker Highway (National Highway 1) i ulicy Davey Street i biegnie w kierunku północno-wschodnim. Następnie przez Most Tasmana przecina rzekę Derwent i podąża w kierunku Międzynarodowego portu lotniczego w Hobart i miasta Sorell. Za miastem Sorell droga wiedzie w kierunku miejscowości Orielton, gdzie krzyżuje się z drogą C350. Następnie droga prowadzi w kierunku wsi Buckland, za którą Tasman Highway krzyżuje się z drogami: C318 i C335 oraz prowadzi do wsi Orford nad zatoką Prosser Bay. Od wsi Orford droga Tasman Highway biegnie w kierunku północnym, wzdłuż wschodniego wybrzeża Tasmanii położonego nad Morzem Tasmana i przebiega przez miejscowości Triabunna, Swansea, wzdłuż wschodniej granicy Douglas-Apsley National Park oraz dalej ku północy przez miejscowości Chain Of Lagoons (skrzyżowanie z drogą A4), Scamander, aż do miasta St Helens. Od miasta St Helens droga biegnie w kierunku północno-zachodnim przez następujące miejscowości: Winnaleah, Derby, Branxholm i Scottsdale. Od miasta Scottsdale droga Tasman Highway biegnie w kierunku południowo-zachodnim do miasta Launceston. Kończy swój bieg na skrzyżowaniu z ulicą St Leonards Road (część drogi C401) w północnej części miasta. 

## Kategoria drogi

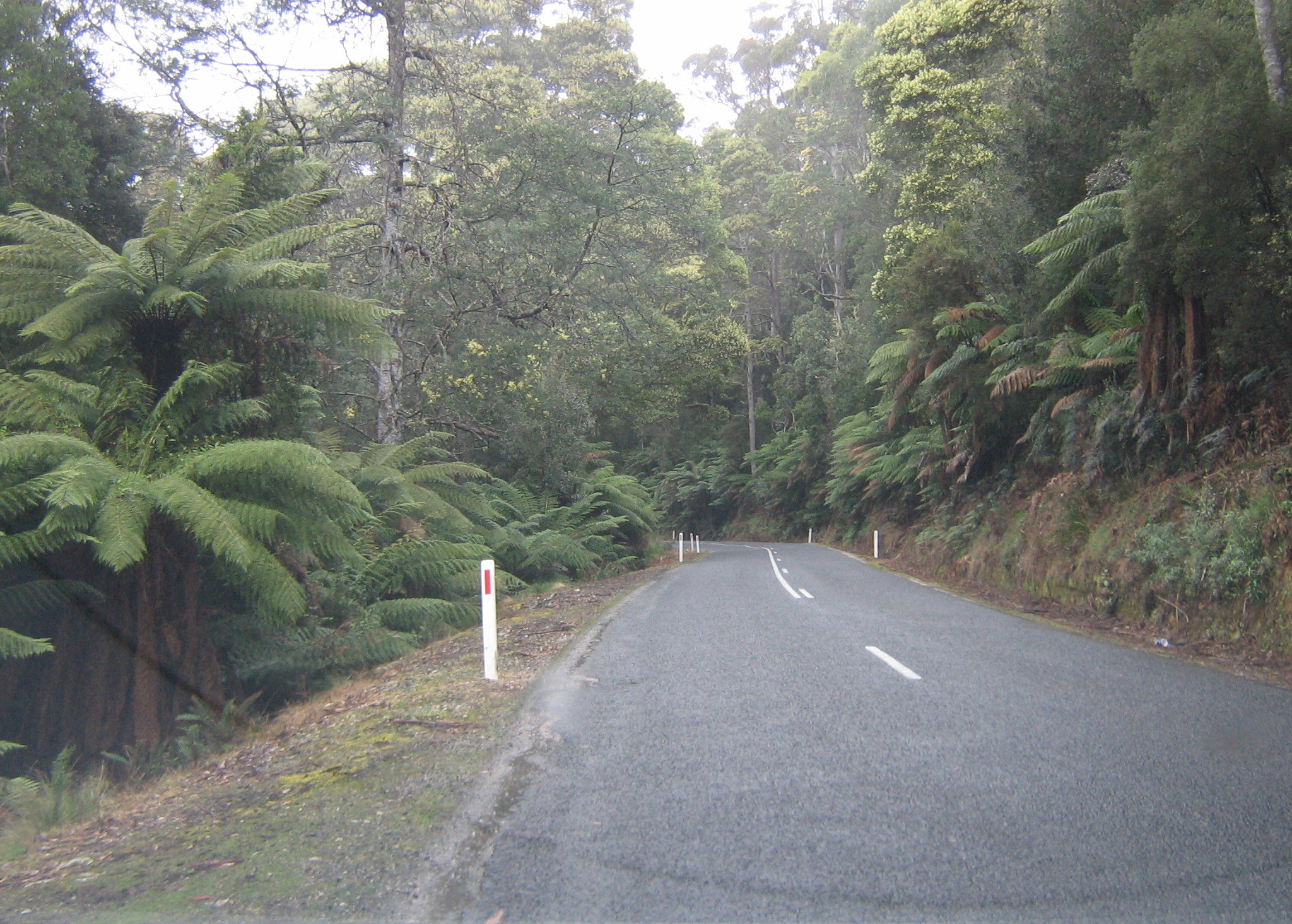
Tasman Highway na odcinku pomiędzy miejscowościami Scottsdale i St Helens

Zgodnie z klasyfikacją dróg według Department of State Growth w stanie Tasmania wyróżnia się pięć kategorii dróg: główne drogi towarowe i pasażerskie (ang. Trunk Roads, kategoria I); regionalne drogi towarowe (ang. Regional Freight Roads, kategoria II); regionalne drogi dojazdowe dla ruchu towarowego (ang. Regional Access Roads, kategoria III); drogi dojazdowe zapewniające połączenia pomiędzy poszczególnymi ośrodkami turystycznymi i obszarami przemysłowymi (ang. Feeder Roads; kategoria IV) i pozostałe drogi (ang. Other Roads, kategoria V). Zgodnie z klasyfikacją Tasman Higway na poszczególnych odcinkach klasyfikowana jest jako droga następujących kategorii:  
- odcinek: centrum Hobart – Międzynarodowy port lotniczy (Eastern Outlet), kategoria I;
- odcinek: Międzynarodowy port lotniczy – Sorell – Orford/Triabunna, kategoria II;
- odcinek: Orford/Triabunna – Swansea, kategoria III;
- odcinek: Swansea – Bicheno – skrzyżowanie dróg A3 z A4, kategoria IV;
- odcinek: skrzyżowanie dróg A3 z A4 – St Helens, kategoria III;
- odcinek: St Helens – skrzyżowane dróg A3 z C423, kategoria IV;
- odcinek: skrzyżowanie dróg A3 z C423 – Scottsdale, kategoria II;
- odcinek: Scottsdale – Launceston, kategoria IV.

## Eastern Outlet
Eastern Outlet jest to 24 kilometrowy odcinek drogi Tasman Highway pomiędzy Hobart i Sorell, który łączy centrum Hobart z  międzynarodowym lotniskiem oraz jest jedną z trzech głównych dróg dojazdowych do miasta (obok Brooker Highway i Southern Outlet), która zapewnia transport mieszkańców ze wschodniego brzegu rzeki Derwent do centrum miasta. W 2015 roku średnie dzienne natężenie ruchu na Moście Tasmana wyniosło 65000 pojazdów. Most Tasmana jest najbardziej ruchliwą częścią zarówno odcinka Eastern Outlet, jak i całej drogi Tasman Highway. 